# Corycaeus obtusus
Corycaeus obtusus är en kräftdjursart som beskrevs av James Dwight Dana 1852. Corycaeus obtusus ingår i släktet Corycaeus och familjen Corycaeidae. Inga underarter finns listade i Catalogue of Life.